# Miguel Núñez de Sanabria
Miguel Núñez de Sanabria (Lima, Peru, 1645 ou 1646 – Madrid, Espanha, 1729) foi um general espanhol e oidor da Audiencia de Lima. Por duas vezes foi vice-rei interino do Peru (de setembro de 1705 até maio de 1707 e de 22 de abril até 14 de setembro de 1710), em virtude de seu cargo como presidente da Audiencia.

## Biografia
Núñez de Sanabria nasceu em Lima. Filho de Miguel Núñez de Cabañas e de María de Sanabria. Foi um cavaleiro da Ordem de Santiago e professor de Direito na Universidade de San Marcos de Lima. Ele comprou o cargo de alcalde (juiz) na Audiencia de Lima, e mais tarde, tornou-se oidor da mesma Audiencia. Tinha muita influência sobre os colegas oidores.
Como presidente da Audiencia, no momento da morte do vice-rei Melchor Portocarrero, em 15 de setembro de 1705, Núñez de Sanabria tornou-se governador interino da colónia, até a chegada de Manuel de Oms y de Santa Pau em maio de 1707. Ele serviu como vice-rei interino mais uma vez, brevemente, de abril a setembro de 1710. Serviu como membro da Audiencia até 1715.
Ele deixou o Peru e foi para a Espanha, onde foi membro do Conselho das Índias e também do Conselho de Guerra. Morreu em Madrid em 1729.